# Сен-Доме
Сен-Доме́ (фр. Saint-Domet) — коммуна во Франции, находится в регионе Лимузен. Департамент коммуны — Крёз. Входит в состав кантона Бельгард-ан-Марш. Округ коммуны — Обюссон.
Код INSEE коммуны — 23190.

## Население
Население коммуны на 2010 год составляло 166 человек.
| 1962 | 1968 | 1975 | 1982 | 1990 | 1999 | 2010 |
| ---- | ---- | ---- | ---- | ---- | ---- | ---- |
| 321  | 317  | 265  | 238  | 205  | 176  | 166  |

## Экономика
В 2010 году среди 92 человек трудоспособного возраста (15—64 лет) 64 были экономически активными, 28 — неактивными (показатель активности — 69,6 %, в 1999 году было 70,9 %). Из 64 активных жителей работали 53 человека (27 мужчин и 26 женщин), безработных было 11 (4 мужчины и 7 женщин). Среди 28 неактивных 6 человек были учениками или студентами, 16 — пенсионерами, 6 были неактивными по другим причинам.